# Anton Avdeev
Anton Alekseevič Avdeev (in russo Антон Алексеевич Авдеев?; Voskresensk, 8 settembre 1986) è uno schermidore russo, specializzato nella spada. Ha vinto una medaglia d'oro ai Campionati mondiali di scherma.

## Palmarès
In carriera ha ottenuto i seguenti risultati:
- Mondiali

2009 - Antalia: oro nella spada individuale.
- Europei

2007 - Gand: bronzo nella spada individuale.
2011 - Sheffield: bronzo nella spada a squadre.
2014 - Strasburgo: bronzo nella spada a squadre.